# Honda S600

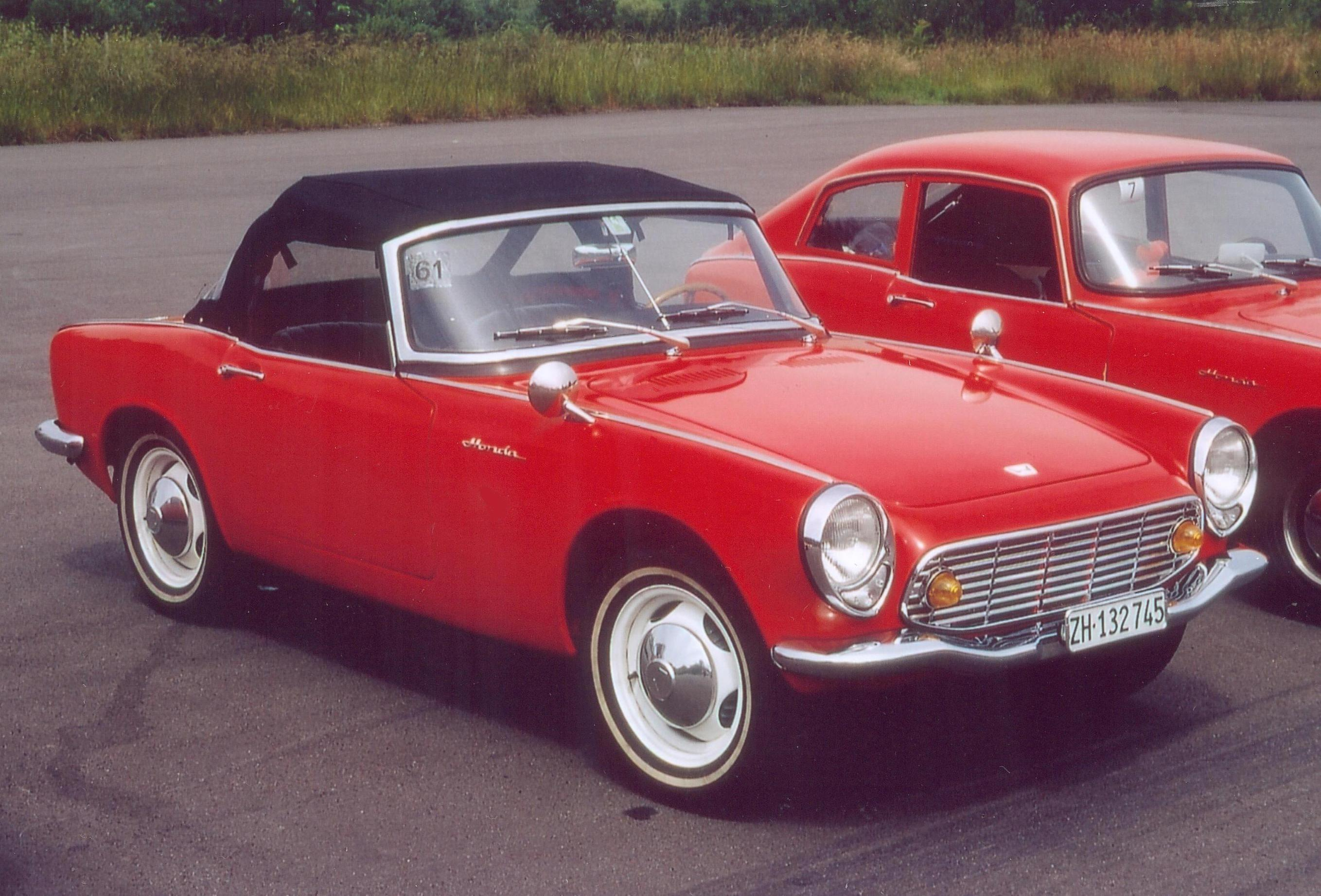
Honda S 600 Cabrio

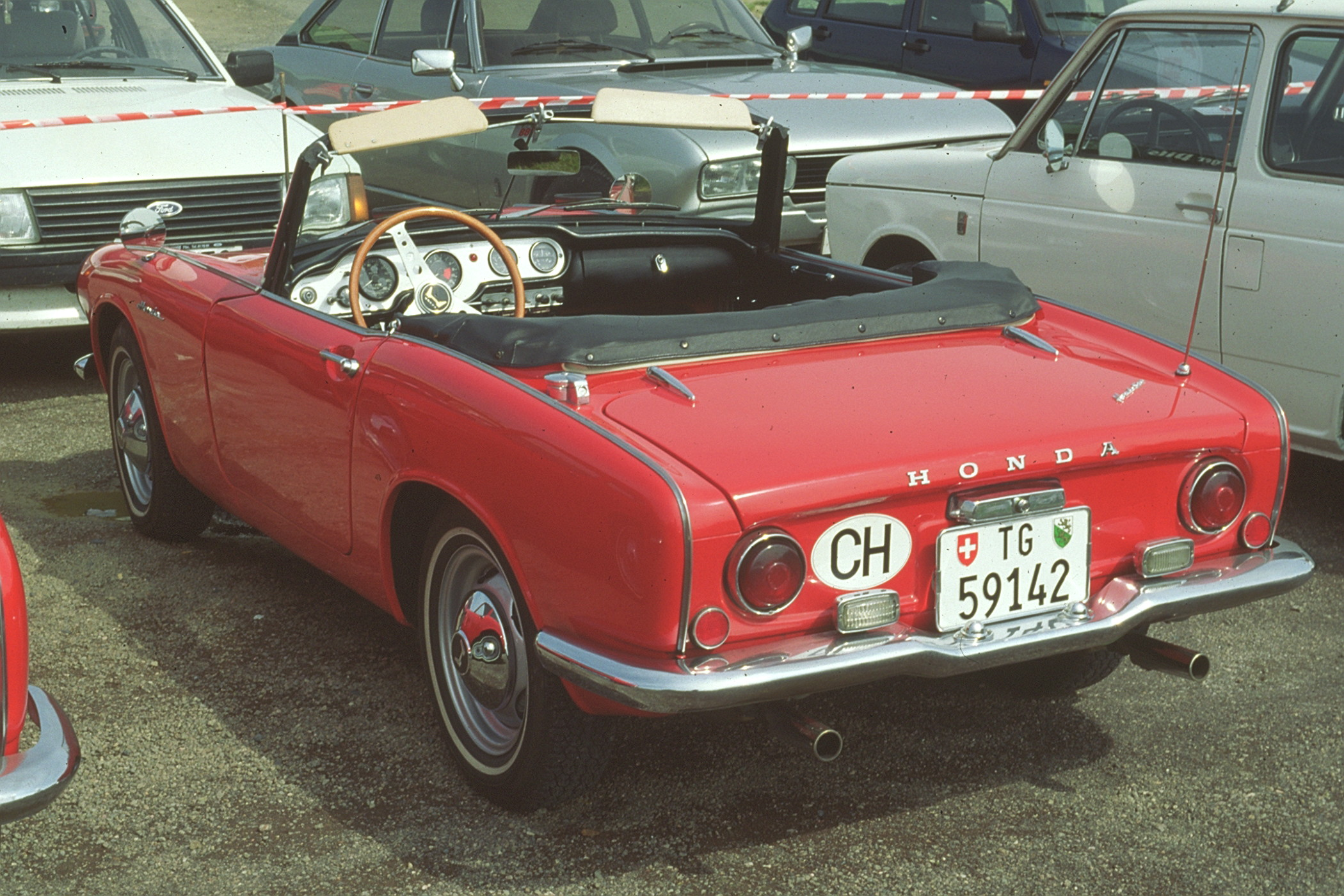
Honda S 600 Cabrio

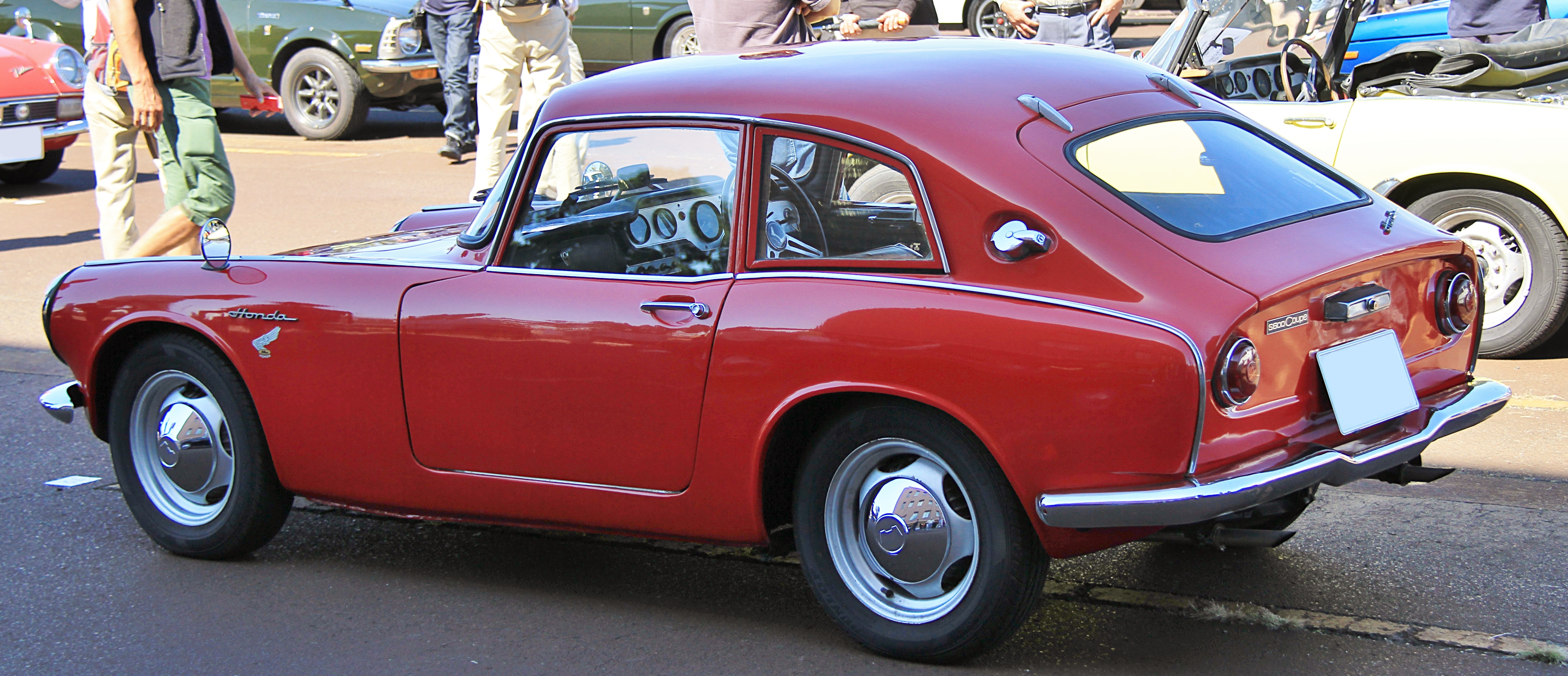
Honda S 600 Coupé (Heckansicht)

Der Honda S600 ist ein Fahrzeug des japanischen Automobilherstellers Honda, welches von 1964 bis 1966 produziert wurde.

## Entwicklung
Die Honda-S-Serie umfasst nach dem Vorserienmodell Sports 360 erst den S 500 (Baujahr 1963–64), der als Cabrio mit einem wassergekühlten 531-cm³-Motor auf den Markt kam.
Produziert wurde er ab März 1964 im Werk Hamamatsu, ab November im neuen Werk Sayama und nun auf einem Fließband für größere Stückzahlen. Gleichzeitig wurde auch die Herstellungsnummer von fünfstellig auf siebenstellig umgestellt.
Im März 1964 wurde das S600-Cabrio (Typcode AS285 und dem Produktcode 506 in Japan und 507 für Export) präsentiert und verkauft. Im März 1965 wurde der Honda S600-Coupé (Typcode AS285C und dem Produktcode 508 in Japan und 509 für Export) produziert und kurz darauf auch verkauft.
1965 auf der IAA in Frankfurt wurde der S600 der deutschen Öffentlichkeit vorgestellt.
Schon im Februar 1965 begann der Export aus Japan. Im gleichen Jahr wurde der SM600 und SM600 Coupé in Japan als Luxus-Version mit Zubehör und Sonderlackierung in einer Stückzahl von 1.519 verkauft. Die zusätzlichen Teile waren z. B. Rückfahrleuchte, Radio, Türschalter für Innenraumbeleuchtung und Zigarettenanzünder.
Die Sonderfarben waren "silber sky" für den SM600 und für den SM600 Coupé Alpenblau oder Himmelblau, jeweils mit schwarzer Innenausstattung.
Den S600 gab es aber nicht in Deutschland, obwohl Sōichirō Honda den S500 schon 1963 der europäischen Öffentlichkeit auf einem Rheindampfer bei Koblenz vorgestellt hatte. Er wurde offiziell nur in Japan, Australien, Kanada, Singapore, Hong Kong, Malaysia, Frankreich, Italien und in der Schweiz verkauft.
Die ersten 50 Exemplare, der nach Europa exportierten S600 Cabrio + Coupé, wurden am 26. August 1965 nach der Jungfernfahrt des Hapag-Frachtschiffs MS Alemannia am Hamburger Hafen entladen. Zwei Fahrzeuge bekamen zwei Importeure in Skandinavien, die anderen wurden in die Schweiz und Italien verkauft. Insgesamt wurden über den Hamburger Hafen 180 Exemplare des S600 eingeführt und auf dem Landweg weiter in die Schweiz und Italien transportiert.
Als Zubehör gab es eine Heizung,  Kunststoff-Hardtop (Cabrio), Handschuhkastenschloss, Autoradio mit Lautsprecher und Teleskopantenne, Zigarettenanzünder, Gepäckträger (Cabrio), Inspektionslampe mit Stecker für Zigarettenanzünder, verstellbare Beifahrersitzschiene, Rückspiegel für Kotflügel links +rechts, Tiefton-Hupe, Lichtschalter für Türen, Spritzverdeck (Cabrio), Statische Dreipunkt-Sicherheitsgurte, Rückfahrleuchte,  Beifahrer-Sonnenblende, Fußmatte, Mittelarmlehne, Reserverad-Abdeckung, Kopfstütze, Türschloss rechts, Kühlerjalousie für Winterbetrieb und ein  Fünfganggetriebe (geradeverzahnt) auf Anfrage.
Auf einer Preisliste wurde für das Cabriolet 7.795 DM und für das Coupé 7.795 DM genannt.
Der S700 Prototyp von 1965, mit einem 687-cm³-Motor und 72 SAE-PS bei 9500/min wurde nicht produziert.
Auf dem Pariser Autosalon 1966 stellte Honda den S 800 der europäischen Öffentlichkeit vor. In Japan war er schon im Januar 1966 präsentiert und verkauft worden. Ab Oktober wurde er exportiert und nach dem Aufbau des Händlernetzes war er ab dem 21. März 1967 auch in Deutschland zu haben. Angetrieben wurde der Wagen von einem 800-cm³-Motor mit 67 PS (49 kW). Der kleine Sportwagen wurde in zwei Ausführungen, als Cabrio und Coupé, angeboten.
Der  L700 und der P700 von 1965 hatten einen zahmeren Motor als der S600 und waren Hondas erste Lieferwagen (Kombi- oder Pritschenwagen). Sie produzierten mit effektiven 687 cm³ nun 52 PS (38 kW) bei 7.500/min.
Mit der Vorstellung des Roadster S2000 im Jahr 1999 ließ Honda die alte Sportwagentradition wieder aufleben. Vom Namen her ist eine nahe Verwandtschaft nicht abzustreiten, die Technik und die Drehzahlen sind ähnlich.

## Technik

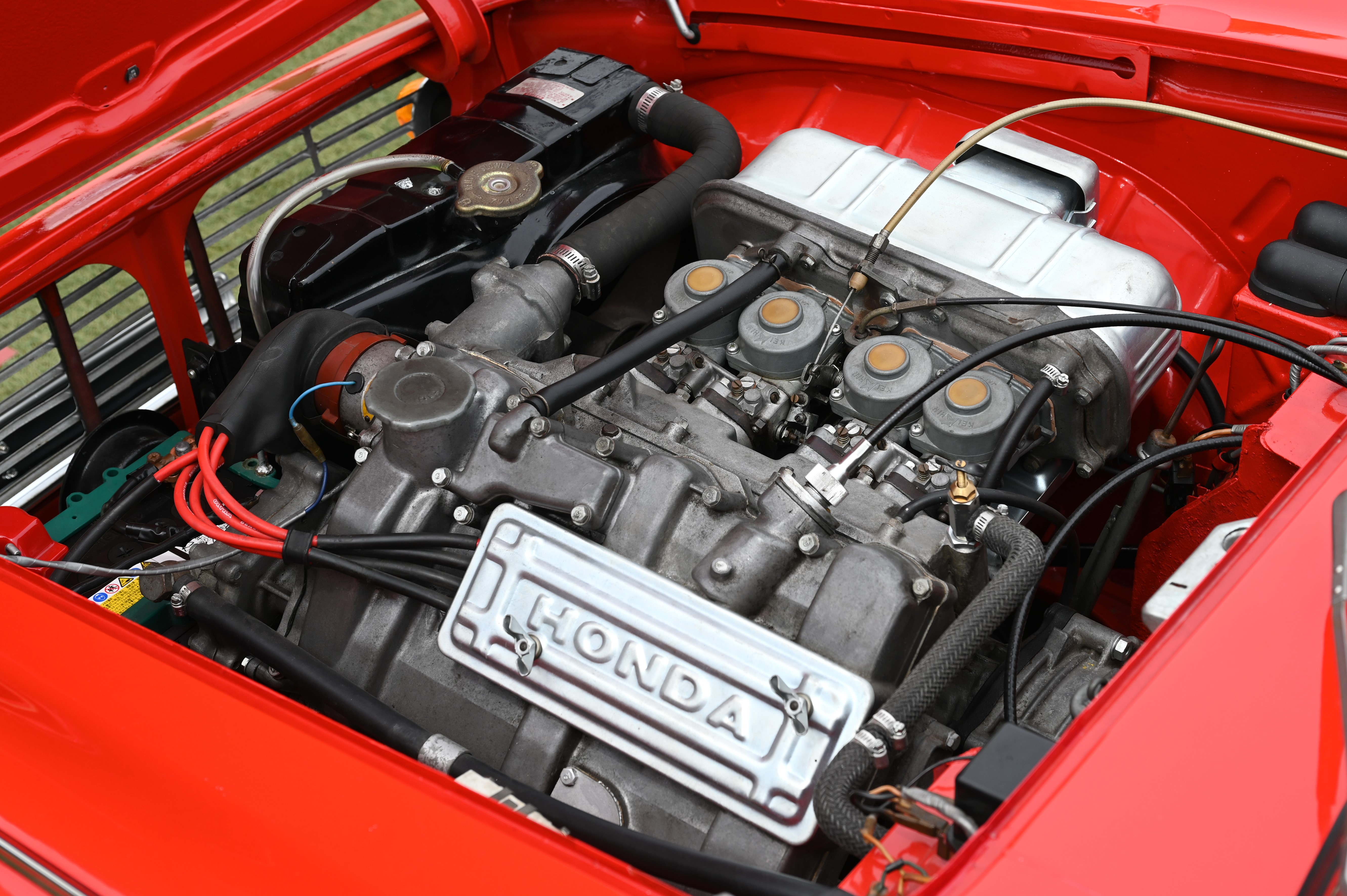
Motorraum

Als Antrieb diente ein wassergekühlter 606-cm³-Motor mit 57 PS (42 kW) bei 8.500/min, was einer Literleistung von 94 PS entspricht. Die mittlere Kolbengeschwindigkeit bei Nenndrehzahl war mit 18,41 m/s für ein Serienfahrzeug recht hoch. Zwei obenliegende Nockenwellen betätigten die Ventile über Tassenstößel. Die Kurbelwelle und das untere Pleuelauge hatten Nadellager. Vier Keihin-Horizontal-Drosselklappenvergaser (Typ CVB 31-26-1) versorgten den Motor mit dem Gemisch. Es wurden 12er-Zündkerzen Type NGK D8E (DR8ES-L) und D9E für Touren, sowie D10E (DR10ES) für Rennen eingesetzt.
Das Vierganggetriebe war bis auf den ersten Gang synchronisiert.
Die Kraft wurde über eine Kardanwelle auf ein Differenzial zu den Antriebswellen und von dort über je eine Kette links und rechts auf die Hinterräder übertragen. Die Kettenkästen mit Ölbad waren als Schwingen durch Schraubenfedern mit innenliegenden Teleskopstoßdämpfern am Rahmen abgestützt. Der Wagen hatte somit eine Einzelradaufhängung. Dieses Bauprinzip behielt Honda für die ganze Sports-Baureihe bei. Nur der spätere S800 bekam ab Mai 1966 eine konventionelle Starrachse an Längslenkern und Panhardstab. Die Vorderräder waren an Querlenkern mit längsliegenden Drehstabfedern Stoßdämpfern aufgehängt. Der Wagen hatte vorn und hinten Trommelbremsen.
Die auf einen separaten Rahmen angeschraubte Stahlblechkarosserie war zum Teil feuerverzinkt. Zu erkennen ist der S600 am Frontgrill mit sieben horizontalen Speichen. Die Fahrzeuge von 1964 hatten die kuppelförmige Glasabdeckung wie der S500, die über den Hauptscheinwerfer und das Standlichtglas reicht. Die Exemplare ab November 1964 bekamen einen Chromrahmen, wie der spätere S800, ohne die kuppelförmige Glasabdeckung. Das Dreispeichenlenkrad war aus Aluminium, Lenkradkranz aus Holz.
Als Zubehör gab es ein Kunststoff-Hardtop (Cabrio), Handschuhkastenschloss, Türschloss rechts, Beifahrer-Sitzschienen, Zigarettenanzünder, Autoradio komplett mit Antenne, Spritzverdeck, Beifahrer-Sonnenblende, Fußmatte, Mittelarmlehne, Gepäckträger (Cabrio), Kopfstütze, Kühlerjalousie (für Winterbetrieb), Rückfahrscheinwerfer und Fünfganggetriebe.

## Der S600 im Motorsport

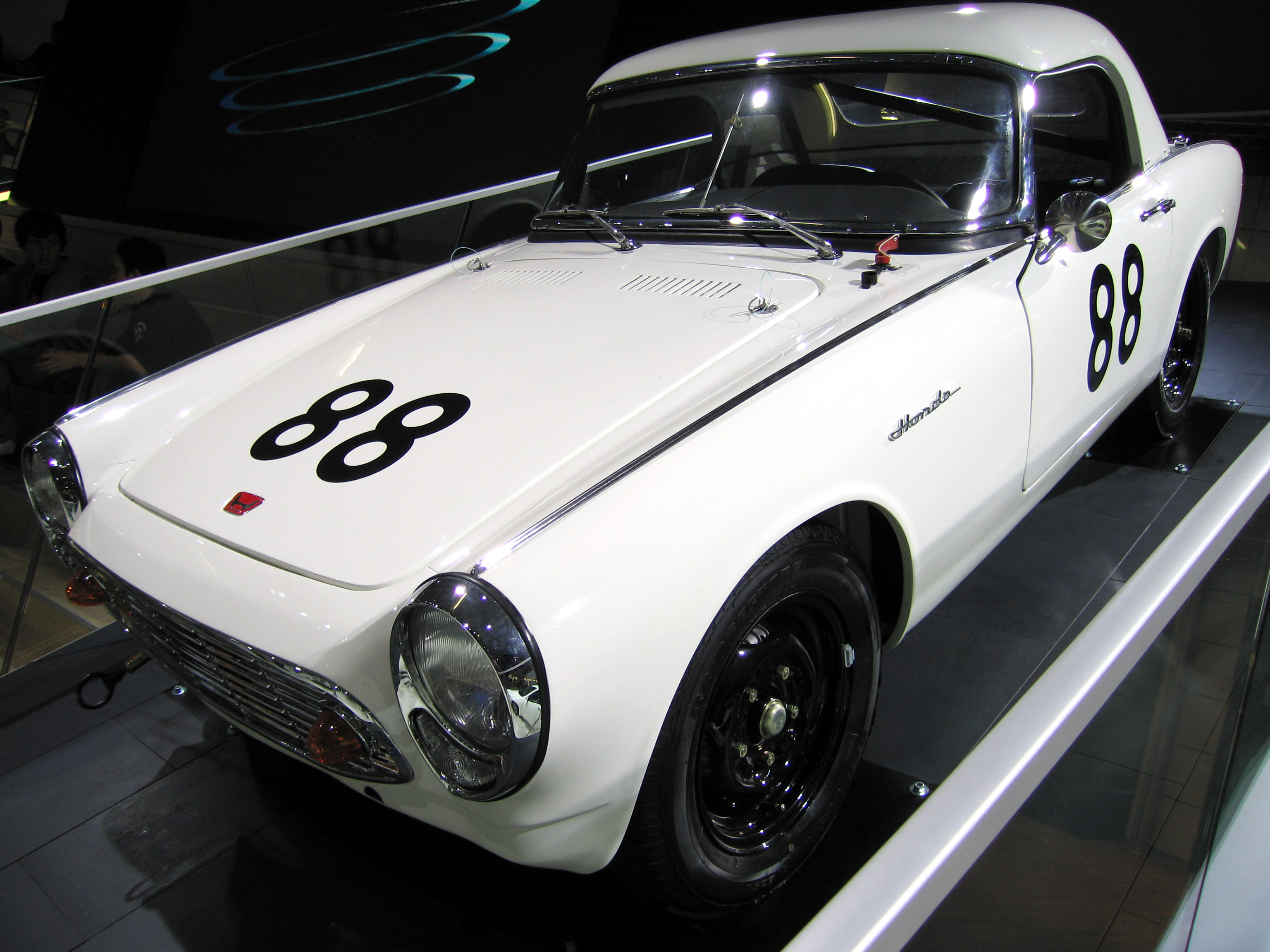
Honda S 600 Racer Replika

Auch im Rennsport wurde der S600 eingesetzt.
Bei einem Auftaktrennen am 3. Mai 1964, zum 2. Grand Prix in Suzuka, gewann der amerikanische Rennfahrer Ronnie Bucknum in der Klasse der GT-I bis 1000 cm³ mit einem weißen werksunterstützten S600-Cabriolet mit rotem Hardtop (Nr. 15) und kam dadurch als Fahrer in das Honda Formel-1-Rennteam.
Die ersten sechs Plätze wurden in diesem Rennen von einem S600 belegt, unter anderen auch vom werksunterstützten Japaner Genkitano.
Das internationale Renndebüt eröffnete der Neuseeländer Denis Hulme, der spätere Formel-1-Weltmeister (1967), am 6. September 1964 beim 500-km-Rennen auf dem Nürburgring. Mit einem weißen S600 Cabrio/Hardtop Gran-Turismo-Sportwagen (Nr. 88), der mit rund 630 cm³ Hubraum das Handicap auf sich nehmen musste, in der Gran-Turismo-Klasse bis 1000 cm³ zu starten. Er gewann in dieser Klasse mit einem Durchschnitt von 106,3 km/h.
An der Langstreckenfahrt Spa-Sofia-Lüttich 1964 fuhr der Belgier Henri Quernette und der Japaner Nobuo Koga mit einem weißen S600 Cabrio/Hardtop (Nr. 47) mit, schieden aber wegen eines Unfalls aus.
An der Langstreckenfahrt Marathon de la Route (Nürburgring Route) 1965 fuhren wieder der Belgier Henri Quernette und der Japaner Nobuo Koga in einem weißen S600 Cabrio/Hardtop (Nr. 43) mit. Auf dem Nürburgringkurs mit 22,81 km fuhren sie im 84-Stunden-Rennen 289 Runden und wurden damit Klassensieger. Auf diesem Kurs mussten die Fahrzeuge am Tag mit einer Durchschnittsgeschwindigkeit von 102,6 km/h und in der Nacht von 67 km/h erreichen.
Am VII. Internationalen ADAC 500-Kilometer-Rennen auf der Nürburgring-Nordschleife fuhr der Schweizer James Bernard Fortmann in einem roten S600-Cabriolet (Nr. 97) auf einen 9. Platz in der Klasse 9 für Tourenwagen bis 700 cm³. Dabei fuhr er in den 17 Runden einen Durchschnitt von 101 km/h.
Im Jahre 1966 fuhr W.J. Lanek als Testfahrer des Technik-Magazins hobby mit dem S600 einen Rekord in Monza. Den stehenden Kilometer konnte er in 35,635 Sekunden zurücklegen, was einen Durchschnitt von 101,04 km/h ergab.
Ebenfalls 1966 fuhr Clay Regazzoni und Aldo Pessina einen roten S600-Cabriolet (Nr. 1) bei der 4 Stunden Campionato Europeo Turismo in Monza.
In den 1990er-Jahren nahm Denis Hulme zusammen mit Michael Ortmann, dem Chef der deutschen S800-Interessengemeinschaft, mit dem S600 Cabrio/Hardtop (Nr. 88) von 1964 an historischen Rennen bei den GT's (Gran Turismo) in der FIA-Klasse TC9 bis 1150 cm³ der Baujahre 1962 bis 1965, teil.

## Modellübersicht
| Technische Daten              | S360 Prototyp | S500 | S600 | S800 |
| ----------------------------- | --- | --- | --- | --- |
| Motor                         | Reihen-Vierzylinder-Viertaktmotor (Leichtmetall), wassergekühlt, DOHC, 4 Keihin-Horizontal-Drosselklappenvergaser | Reihen-Vierzylinder-Viertaktmotor (Leichtmetall), wassergekühlt, DOHC, 4 Keihin-Horizontal-Drosselklappenvergaser | Reihen-Vierzylinder-Viertaktmotor (Leichtmetall), wassergekühlt, DOHC, 4 Keihin-Horizontal-Drosselklappenvergaser | Reihen-Vierzylinder-Viertaktmotor (Leichtmetall), wassergekühlt, DOHC, 4 Keihin-Horizontal-Drosselklappenvergaser |
| Hubraum                       | 356 cm³ | (492 cm³) 531 cm³                                                                                                 | 606 cm³ | 791 cm³ |
| Bohrung × Hub                 | 49 × 47 mm | 54 × 58 mm | 54,5 × 65 mm | 60 × 70 mm |
| Verdichtung                   | 9,5 : 1 | 9,5 : 1 | 9,5 : 1 | 9,2 : 1 |
| Leistung                      | 33 PS bei 9000 min−1                                                                                              | 44 PS bei 8000 min−1                                                                                              | 57 PS bei 8500 min−1                                                                                              | 67,2 PS (49 kW) bei 7570 min−1                                                                                    |
| max. Drehmoment (SAE)         | 26,5 Nm bei 7000 min−1                                                                                            | 37,3 Nm bei 8000 min−1                                                                                            | 51 Nm bei 5500 min−1                                                                                              | 68,6 Nm bei 5800 min−1                                                                                            |
| Vergaser                      | Solex Mikuni BSW28                                                                                                | KEIHIN CVB 31-26-1/RP 35-29P-40                                                                                   | KEIHIN CVB 31-26-1                                                                                                | KEIHIN CVB 36N-30-A1/ab 1968=1000-338-00                                                                          |
| Motorgewicht                  | ? | 118 kg | 102 kg | 105 kg |
| Karosserie                    | Leiterrahmen mit Ganzstahlkarosserie                                                                              | Leiterrahmen mit Ganzstahlkarosserie                                                                              | Leiterrahmen mit Ganzstahlkarosserie                                                                              | Leiterrahmen mit Ganzstahlkarosserie                                                                              |
| Fahrwerk vorne                | Einzelradaufhängung an Querlenkern, Drehstabn, Stoßdämpfer, Stabilisator                                          | Einzelradaufhängung an Querlenkern, Drehstabn, Stoßdämpfer, Stabilisator                                          | Einzelradaufhängung an Querlenkern, Drehstabn, Stoßdämpfer, Stabilisator                                          | Einzelradaufhängung an Querlenkern, Drehstabn, Stoßdämpfer, Stabilisator                                          |
| Fahrwerk hinten               | Einzelradaufhängung mit Kettenkastenschwinge, Schraubenfedern                                                     | Einzelradaufhängung mit Kettenkastenschwinge, Schraubenfedern                                                     | Einzelradaufhängung mit Kettenkastenschwinge, Schraubenfedern                                                     | Starrachse, Längslenker, Panhardstab, Schraubenfedern                                                             |
| Länge × Breite × Höhe (mm)    | 2990 × 1295 × 1146                                                                                                | 3195 × 1295 × 1146                                                                                                | 3300 × 1400 × 1200                                                                                                | 3335 × 1400 × 1215                                                                                                |
| Radstand (mm)                 | (TAS260=1950) 2000                                                                                                | 2000 | 2000 | 2000 |
| Bodenfreiheit (mm)            | 160 | 160 | 160 | 160 |
| Serienbereifung               | 5.20–12 2PR | 5.20–13 | 5.20–13 4PR | 145 oder 155 SR13                                                                                                 |
| Wendekreis                    | 8,4 m | 8,6 m | 8,6 m | 8,8 m |
| Leergewicht                   | 510 kg | 725 kg | 720 kg (730 kg Coupé)                                                                                             | 740 kg (755 kg Coupé)                                                                                             |
| Höchstgeschwindigkeit         | über 120 km/h | über 130 km/h | 145 km/h | 160 km/h |
| Beschleunigung 0–100 km/h     | ca. 20 s | ca. 18 s | 13,8 s (13,9 s Coupé)                                                                                             | 13,7 s |
| Tankinhalt                    | 25 Liter | 25 Liter | 30 Liter | 35 Liter (30 Liter Coupé)                                                                                         |
| Verbrauch (Super Plus 98 ROZ) | 5 l/100 km bei 90 km/h                                                                                            | 5 l/100 km bei 100 km/h                                                                                           | 5,3 l/100 km bei 100 km/h                                                                                         | 8 l/100 km bei 110 km/h                                                                                           |
| Neupreis                      | nicht im Verkauf                                                                                                  | 459.000 Yen (nur Japan)                                                                                           | 509.000 Yen (Japan)                                                                                               | 7.750 DM (1967)                                                                                                   |
| Produktionszeit               | 1961–1963 | Okt. 1963-Sept. 1964                                                                                              | März 1964–1966 | Jan. 1966-Mai 1970                                                                                                |
| Produktion (Stückzahl)        | 12 Cabriolet | 1353 | 13.084 | 11.523 |

## Produktion-Übersichtstabelle

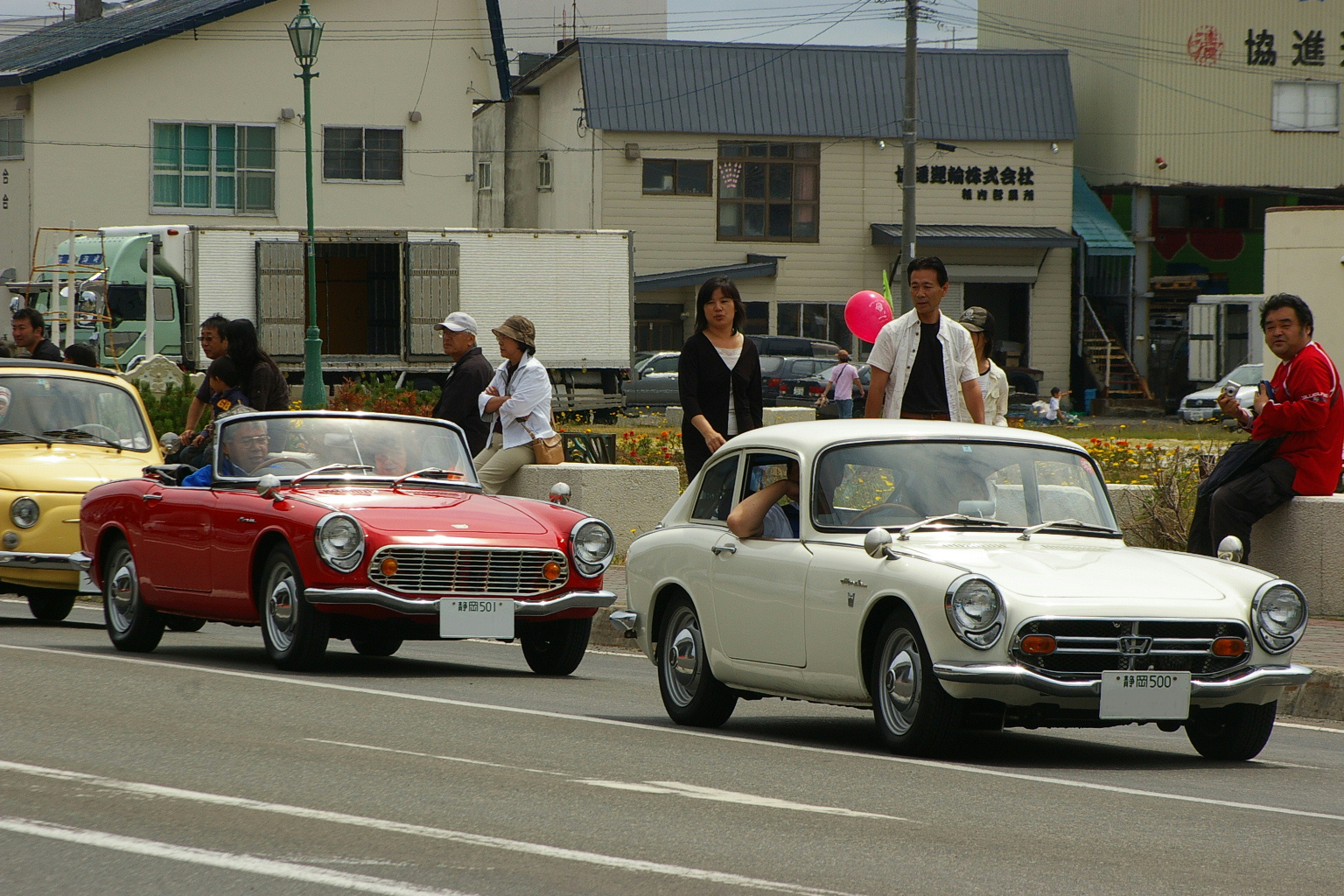
Honda S600 Cabrio + S800 Coupé in Japan

|           | S500 Cabrio | S600 Cabrio | S600 Coupé | S800 Cabrio | S800 Coupé | Gesamtstückzahl |
| 1963      | 136         |             |            |             |            | 136             |
| 1964      | 1227        | 3912        |            |             |            | 5139            |
| 1965      |             | 7261        | 1519       | 11          | 8          | 8799            |
| 1966      |             | 111         | 281        | 1734        | 539        | 2665            |
| 1967      |             |             |            | 888         | 4248       | 5136            |
| 1968      |             |             |            | 990         | 2291       | 3281            |
| 1969      |             |             |            | 147         | 509        | 656             |
| 1970      |             |             |            | 15          | 143        | 158             |
| Stückzahl |             | 11284       | 1800       | 3785        | 7738       |                 |
| Gesamt    | 1353        | 13084       | 13084      | 11523       | 11523      | 25.960          |